# Warren Maxwell
Warren D. Maxwell (15 de dezembro de 1952) é um ex-patinador artístico britânico, que competiu na dança no gelo. Com Janet Thompson ele conquistou uma medalha de prata em campeonatos mundiais e foi duas vezes campeão do campeonato nacional britânico. Blumberg e Seibert disputaram os Jogos Olímpicos de Inverno de 1976, terminando na oitava posição.

## Principais resultados

### Com Janet Thompson
| Resultados                                            | Resultados    | Resultados    | Resultados    | Resultados       | Resultados      | Resultados    | Resultados    | Resultados    | Resultados    | Resultados    | Resultados    | Resultados    | Resultados    | Resultados    | Resultados    |  |
| Internacional                                         | Internacional | Internacional | Internacional | Internacional    | Internacional   | Internacional | Internacional | Internacional | Internacional | Internacional | Internacional | Internacional | Internacional | Internacional | Internacional |  |
| Evento/Temporada                                      | 1973– 1974    | 1974– 1975    | 1975– 1976    | 1976– 1977       | 1977– 1978      | 1978– 1979    |               |               |               |               |               |               |               |               |               |  |
| ----------------------------------------------------- | ------------- | ------------- | ------------- | ---------------- | --------------- | ------------- | ------------- | ------------- | ------------- | ------------- | ------------- | ------------- | ------------- | ------------- | ------------- |  |
| Jogos Olímpicos                                       |               |               | 8.º           |                  |                 |               |               |               |               |               |               |               |               |               |               |  |
| Campeonato Mundial                                    | 11.º          | 8.º           | 6.º           | Medalha de prata | 4.º             | 5.º           |               |               |               |               |               |               |               |               |               |  |
| Campeonato Europeu                                    | 8.º           | 7.º           | 8.º           | 4.º              | 4.º             |               |               |               |               |               |               |               |               |               |               |  |
| Nacional                                              |               |               |               |                  |                 |               |               |               |               |               |               |               |               |               |               |  |
| Campeonato Britânico                                  |               |               |               | Medalha de ouro  | Medalha de ouro |               |               |               |               |               |               |               |               |               |               |  |
|                                                       |               |               |               |                  |                 |               |               |               |               |               |               |               |               |               |               |  |
| Legenda: Competição não foi disputada nesta temporada |               |               |               |                  |                 |               |               |               |               |               |               |               |               |               |               |  |